# 神楽坂愛里の実験ノート
『神楽坂愛里の実験ノート』（かぐらざかあいりのじっけんノート）は、絵空ハルの小説シリーズ。現代日本の大学を舞台にしたリケジョが主人公のライトミステリー小説である。小説コミュニティサイト「エブリスタ」に掲載された後、2019年1月より光文社キャラクター文庫より刊行。リケジョがその専門知識をいかして、周りに起こる事件を解決する「理系推理小説」！として紹介されている。イラストレーターはフカヒレ。

## あらすじ
東央大学の大学院1年生の神楽坂 愛里（かぐらざか あいり）は、ノーベル賞受賞を目指して日々研究に励むリケジョ。何よりも努力を大事にする彼女だが、努力をしているはずなのに停滞している自身の研究に悩んでいた。同じ研究室には、大学4年生の福豊 颯太（ふくとよ そうた）がおり、彼には不幸体質ーー周りの人に不幸を呼び寄せる体質があると言われていた。ある日、彼が実験に使う予定だったラットが集団死してしまう事件が起こる。不審に思った愛里は、事件の謎を解くために調査を始めた。

## 登場人物

### メインキャラクター
神楽坂 愛里（かぐらざか あいり）
本作の主人公。東央大学の大学院1年生。ノーベル賞受賞を目指しているリケジョで、努力は何ものにも勝ると思っている。東央大学の農学部、天然物質分析化学研究室で日々研究を行っている。
福豊 颯太（ふくとよ そうた）
東央大学の大学4年生。本人にその気はないが、他人を不幸にする特性の持ち主である。愛里に対して淡い気持ちを抱いている。
碓氷 圭太（うすい けいた）
愛里の幼馴染。愛里の地元である比久羅間村に暮らしている。二桁の掛け算ができないと言われている。
清水 レイア（しみず レイア）
東央大学の大学1年生。学祭のミスコンに参加するスレンダー美女。
出典

## 既刊一覧

### 光文社キャラクター文庫
|   | タイトル                                               | 発行日         | ISBN                   |
| - | ------------------------------------------------------ | -------------- | ---------------------- |
| 1 | 神楽坂愛里の実験ノート                                 | 2019年1月10日  | ISBN 978-4-334-77791-3 |
| 2 | 神楽坂愛里の実験ノート2 〜リケジョの帰郷と七不思議〜   | 2019年2月8日   | ISBN 978-4-334-77806-4 |
| 3 | 神楽坂愛里の実験ノート3 〜リケジョと夢への方程式〜     | 2019年12月10日 | ISBN 978-4-334-77952-8 |
| 4 | 神楽坂愛里の実験ノート4 〜リケジョの出会いと破滅の芽〜 | 2020年11月10日 | ISBN 978-4-334-79113-1 |

## キャンペーン等
神楽坂愛里の実験ノートは光文社主催の「日向坂文庫2021 冬の書店デート」フェアに選出されている。当フェアでは参加作品には日向坂46のメンバーのスペシャルカットが表紙の上からカバーされる。神楽坂愛里の実験ノートには日向坂46森本 茉里のスペシャルカットが表紙のカバーとして使用された。書店では2021年2月1日（月）より並んだ。